# 11ª Squadriglia da ricognizione e combattimento
La 11ª Squadriglia da ricognizione e combattimento del Servizio Aeronautico del Regio Esercito fu attivata il 7 luglio 1915 sul campo di Comina (Friuli-Venezia Giulia) con aerei Farman.

## Storia
Nasce nel 1914 su Farman MF.7 del 1912 ed all'inizio della guerra rimane a Brescia per passare sui Farman 14 comandata dal Tenente Michele Masi.
Nel giugno 1915 il comando passa al Capitano Mario Girotto che dispone di altri 3 piloti, tra cui il Sergente Maggiore Prospero Freri, e dal 3 luglio di 3 Farman 14.
Il 7 luglio il reparto si sposta in zona di guerra a Comina (Friuli-Venezia Giulia) per la 3ª Armata alle dipendenze del I Gruppo prendendo in carico 2 osservatori della 3ª Squadriglia da ricognizione e combattimento Bleriot sciolta.
Poi l'unità si sposta a Chiasiellis e dal 18 luglio inizia le sue prime ricognizioni su Redipuglia.
Il 19 luglio bombarda con bombe incendiarie un Drachen (Pallone frenato) a Castagnevizza del Carso ed il 31 luglio arrivano 2 piloti ed il Ten. osservatore Gastone Novelli (aviatore) della 5ª Squadriglia da ricognizione e combattimento Nieuport sciolta.
Il 19 agosto dispone di 3 Farman ed in seguito ne riceve un altro ed il 28 agosto l'aereo di Freri viene colpito dalla contraerea.
Il 10 settembre il comando interinale va al Sottotenente Luigi Orlando ed il 14 settembre il comando passa al Cap. Francesco Vece che lo stesso giorno resta ferito in un incidente di volo.
Il 1º ottobre il comando passa al Cap. Ivo Varanini ed il 12 ottobre riceve un Farman con motore De Dion-Bouton dalla 9ª Squadriglia da ricognizione e combattimento alla quale ne passa uno dei suoi.
Nell'ambito della Terza battaglia dell'Isonzo il 28 ottobre lancia bombe e freccette sul Carso.
Nell'ambito della Quarta battaglia dell'Isonzo il 25 novembre il Feldpilot Hauptmann Matthias Bernath ottenne la prima vittoria aerea austro-ungarica con un velivolo da caccia Fokker A.III 03.51 della Flik 4 contro il ricognitore del Sergente Antonio Maramaldo della Minerva con l'osservatore Sottotenente Cesare Franceschini.
Al 1º dicembre il reparto diventa 11ª Squadriglia da ricognizione e combattimento.
Nel 1915 l'unità ha svolto 6 voli di crociera, 3 di bombardamento lanciando 18 bombe e 44 ricognizioni.
Nel gennaio 1916 il reparto dispone di 2 Farman, 6 piloti (tra cui Freri) e 4 osservatori, il 20 marzo arriva il Sottotenente osservatore Giovanni Pirelli (figlio di Giovanni Battista, fondatore dell'impresa omonima), il 25 marzo arriva il Sottotenente Ugo Niutta e l'8 aprile il comando passa al Cap. Enrico Amour.
Il 15 aprile nel cambio dei nomi di tutte le squadriglie diventa 28ª Squadriglia.